# Amasia (Szirak)
Amasia – wieś w Armenii, w prowincji Szirak. W 2011 roku liczyła 1532 mieszkańców.